# Dödtjärnen (Ströms socken, Jämtland)
Dödtjärnen är en sjö i Strömsunds kommun i Jämtland och ingår i Ångermanälvens huvudavrinningsområde.